# Mar de Mármara
(tr) Marmara Denizi
O Mar de Mármara, também conhecido como mar de Mármora (em turco:  Marmara Denizi; em grego: Μαρμαρα̃ Θάλασσα; romaniz.: Marmara Thalassa ou Προποντίδα; Propontida), é um mar interior que separa o mar Negro do mar Egeu - separando, assim, a parte asiática da Turquia da sua parte europeia pelos estreitos de Bósforo e Dardanelos. Sua área de superfície é de 11 500 km² e sua profundidade máxima é de 1 261 m.

## Localização
É envolvido ao norte e ao sul pela Turquia, sendo situado sobre uma falha geológica responsável por diversos e dramáticos terremotos.

Ao norte, liga-se ao mar Negro pelo estreito de Bósforo e, ao sudoeste, liga-se ao mar Egeu (Mediterrâneo) pelo estreito de Dardanelos.

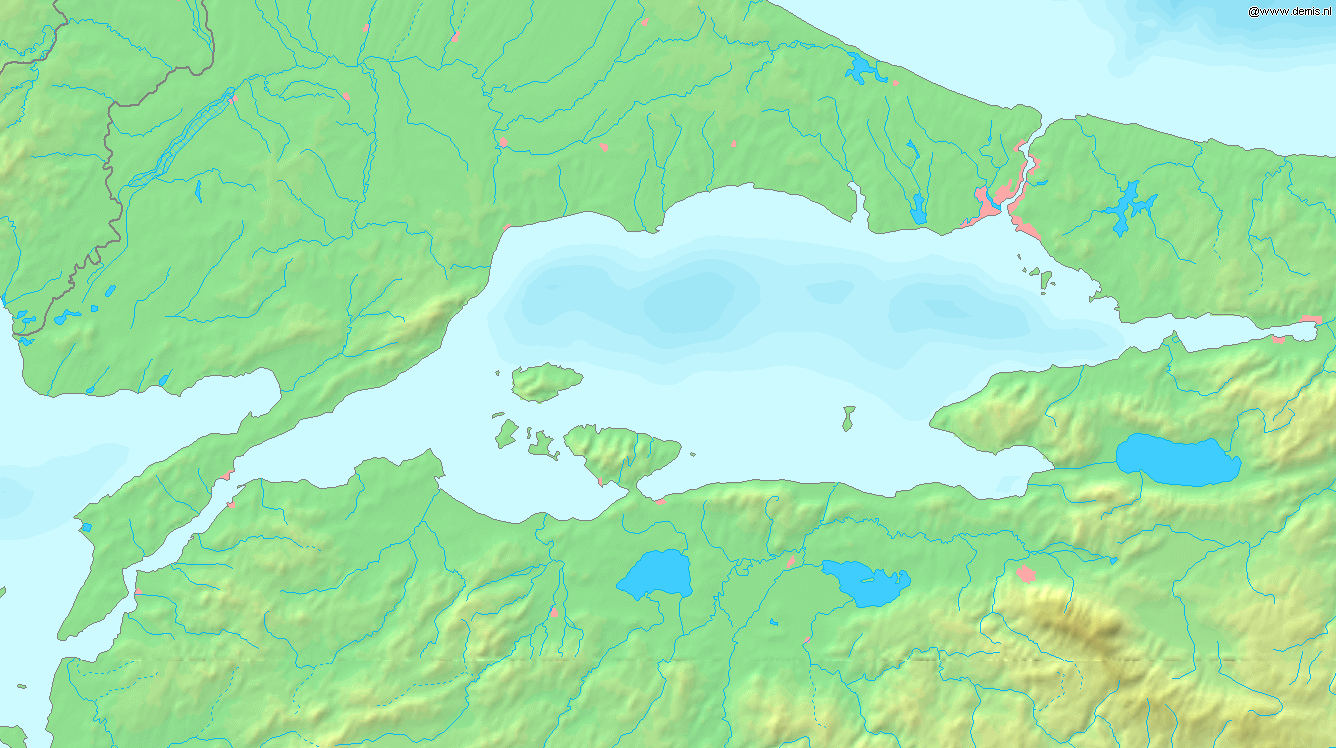
Mar de Mármara com o mar Negro em cima e o mar Egeu à esquerda

Há dois grandes grupos de ilhas, conhecidos como ilhas dos Príncipes e Mármara. A ilha de Mármara é rica em jazidas de mármore - o que dá nome ao mar (mármara é a palavra grega para mármore).

## Origem do nome
Propôntida (Προποντίς, -ίδος, Propontis) era o antigo nome grego do mar de Mármara. O nome deriva de pro (antes) e pont- (mar). O nome dá-se em razão de os gregos terem navegado frequentemente pela Propôntida para alcançar o mar Negro (o Pontus Euxinus).